# 3948 Bohr
A 3948 Bohr (ideiglenes jelöléssel 1985 RF) a Naprendszer kisbolygóövében található aszteroida. Jensen, P. fedezte fel 1985. szeptember 15-én.